# Torres São Rafael/São Gabriel
La Torre São Rafael y la Torre São Gabriel son dos rascacielos de 110 metros cada uno que se encuentran en Lisboa, en el Parque das Nações, entre el centro comercial Vasco da Gama. La Torre de São Gabriel fue construida en 2000 y la de São Rafael, en 2004. Ocupa el puesto número cuatro en edificios de gran altura, siendo la más alta de Portugal después de la Torre Vasco da Gama, la Torre Solmar y la Torre de Monsanto.

## Coordenadas
- Torre São Rafael: 38°46′06″N 9°05′47″O / 38.76833, -9.096371
- Torre São Gabriel: 38°46′02″N 9°05′50″O / 38.767139, -9.09725